# Gâteau de lune
Le gâteau de lune (chinois simplifié : 月饼 ; chinois traditionnel : 月餅 ; pinyin : yuèbǐng, /ɥêpìŋ/) est une pâtisserie chinoise en forme de lunem consommée pendant la fête de la mi-automne (ou fête de la lune, 15e jour du 8e mois lunaire). Mais de nos jours, on peut en trouver toute l'année dans les grandes villes du sud de la Chine.
C'est un gâteau sucré-salé (plus sucré que salé). L'enveloppe externe, tendre, est à base de farine de blé. La surface est décorée de motifs en relief ou de sinogrammes auspicieux, ou bien indiquant le contenu pour faciliter le choix des clients. Il contient souvent un jaune d'œuf salé (en général de cane), qui rappelle la pleine lune une fois le gâteau coupé en deux. Il en existe différentes sortes dont certaines typiques d'une région donnée. Pour satisfaire la demande des consommateurs modernes, le choix s'accroît d'année en année et comprend en 2006 des versions glacées.
Il se consomme à température ambiante, accompagné de thé chaud.
Quelques-uns des contenus les plus courants :
- purée de haricot mungo (le plus abordable), parfois aromatisée à la pâte de durian
- crème de graines de lotus
- divers pépins, noix et graines décortiqués
- pâte de haricots rouges
- purée de dattes
- purée d'ananas confit
- mélange de porc maigre haché, noix et fruits confits divers, parfois filaments de cartilage d'aileron de requins (luxueux)

La plupart des recettes étant végétariennes, ce gâteau peut être consommé par les bouddhistes, d'autant que le jour de la fête (le 15 du mois lunaire, c'est-à-dire la pleine lune) est un jour « maigre » commun à toutes les obédiences.
Aux gâteaux de lune est liée une anecdote historique : la tradition veut que le signal de la révolte des Chinois Han contre la dynastie mongole Yuan qui allait amener l'avènement des Ming ait été donné par le biais de messages cachés à l'intérieur de ces pâtisseries que seuls les Hans consommaient.

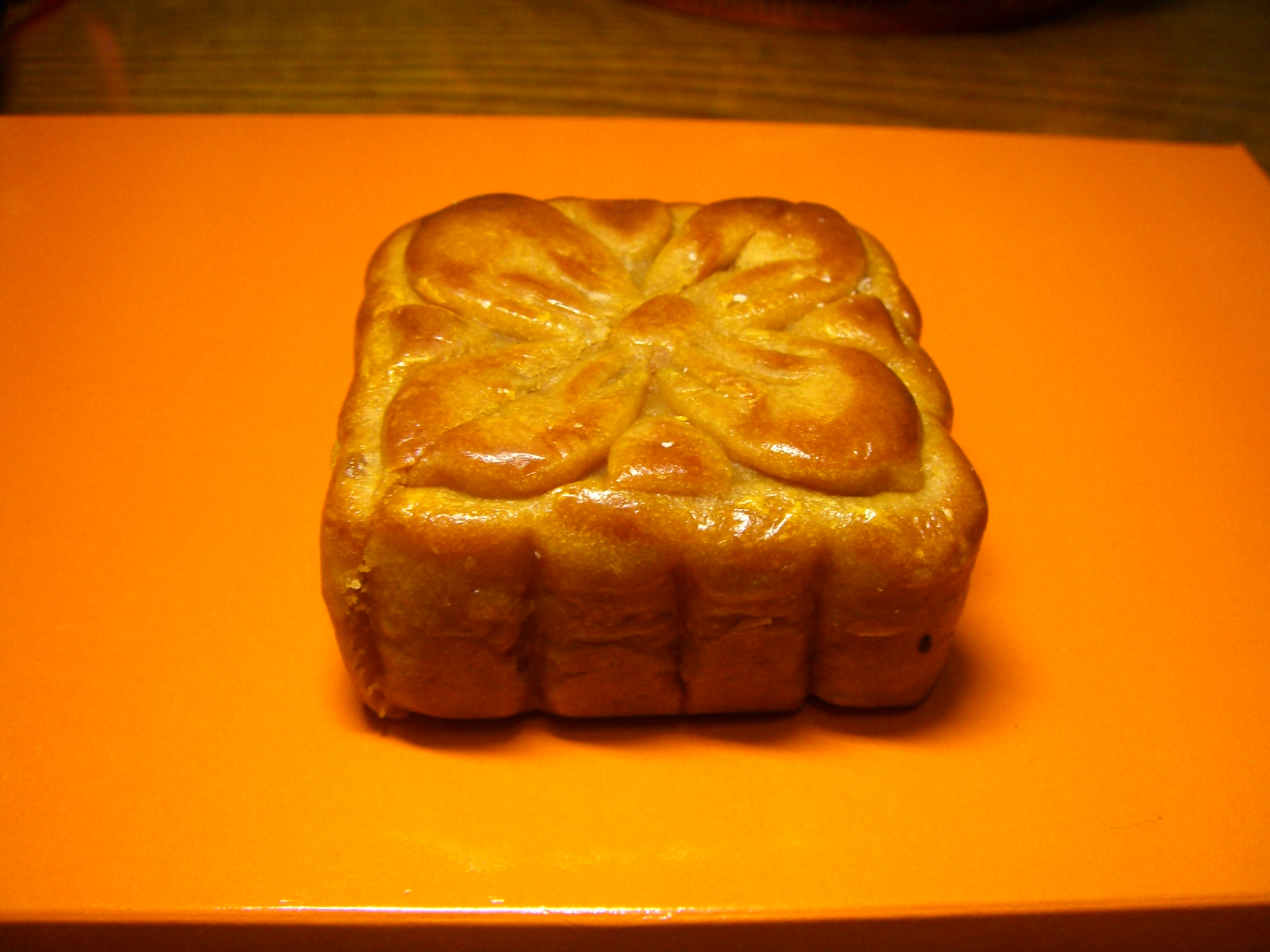
Gâteau de lune traditionnel.
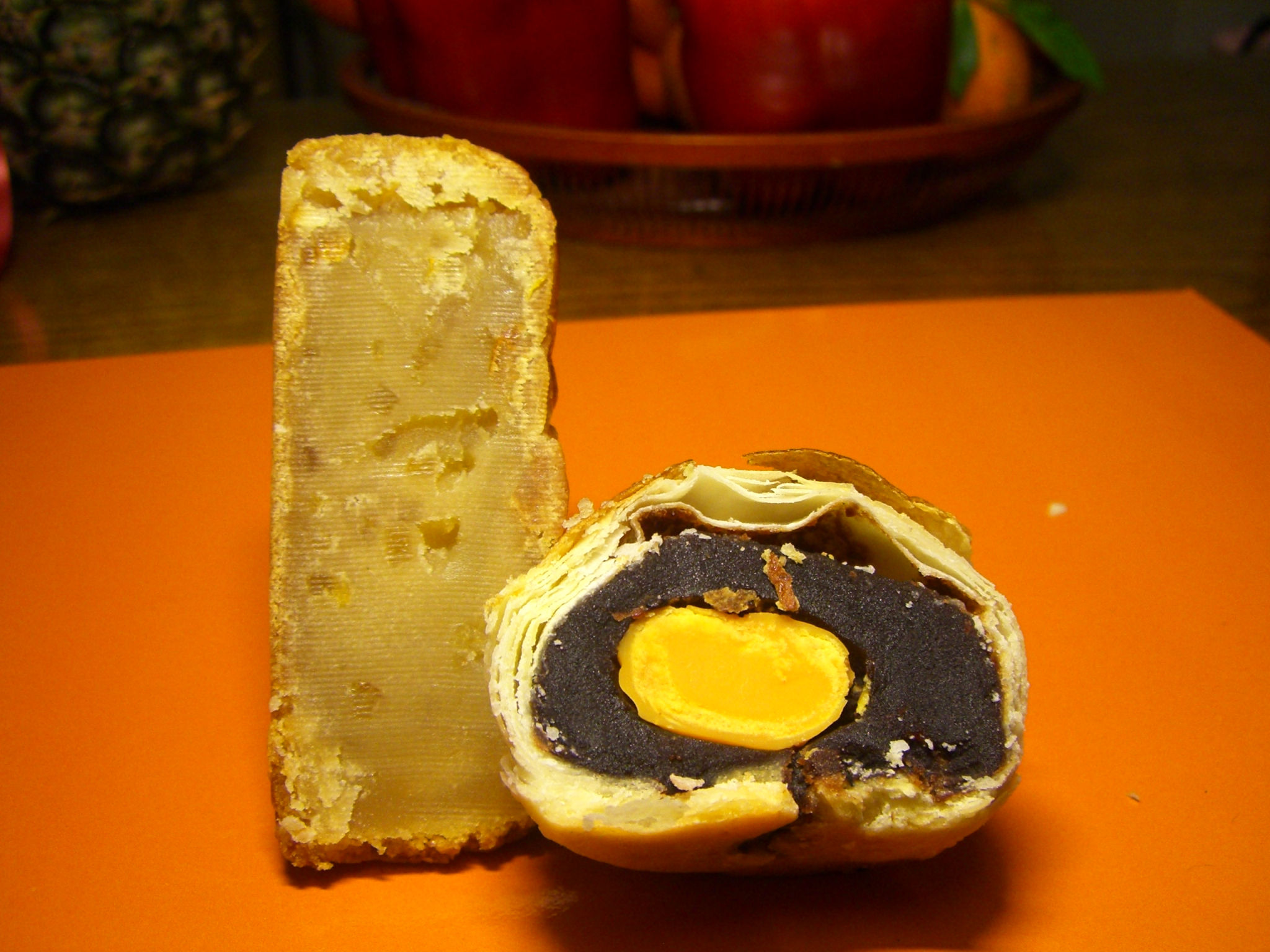
Gâteaux coupés en deux, à gauche au rhizome de lotus, à droite à la purée de haricots rouges et au jaune d'œuf.
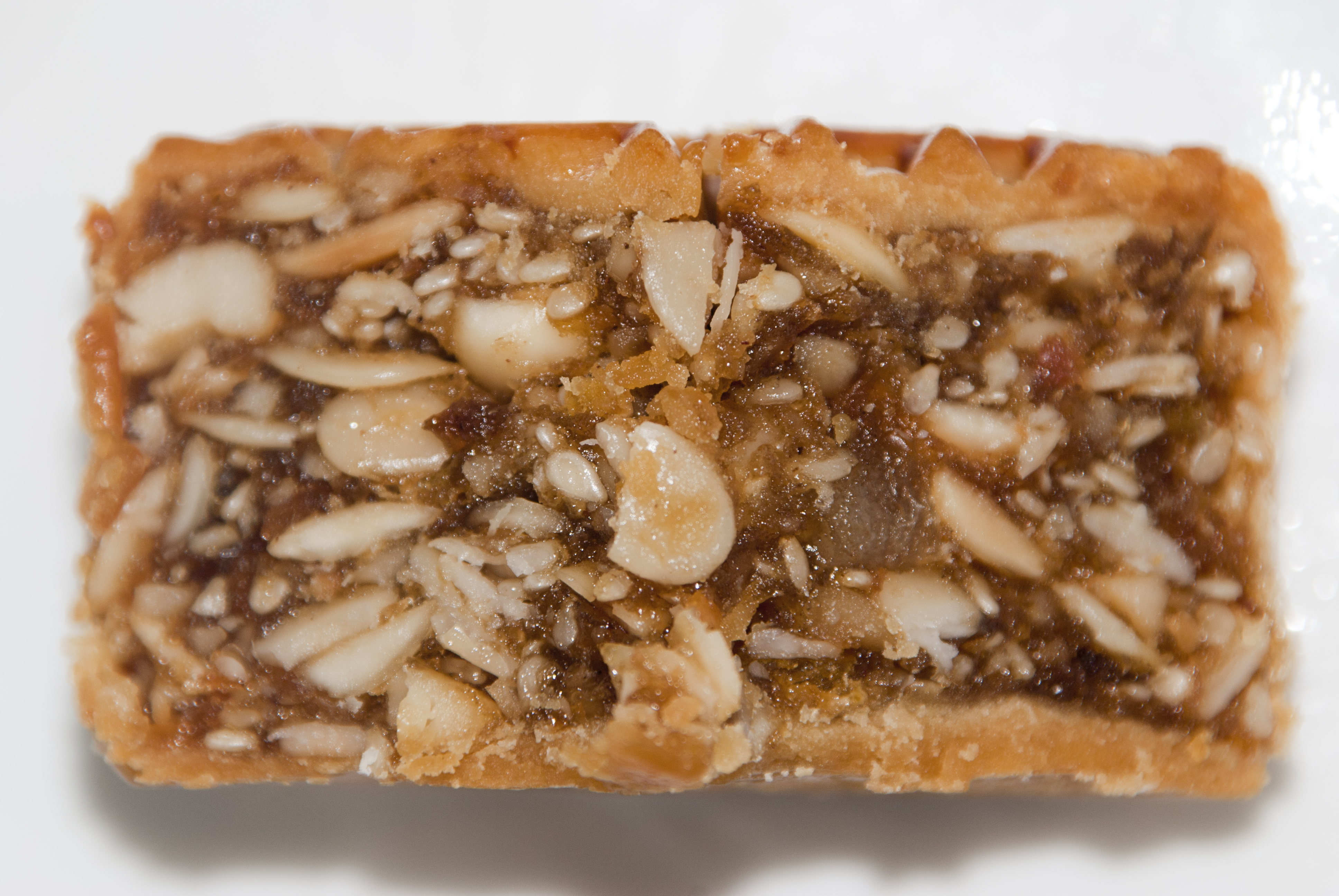
Gâteau de lune style cantonais avec cinq noix écrasées (noix de cajou, graines de sésame, amandes, arachides et pistaches africaines).
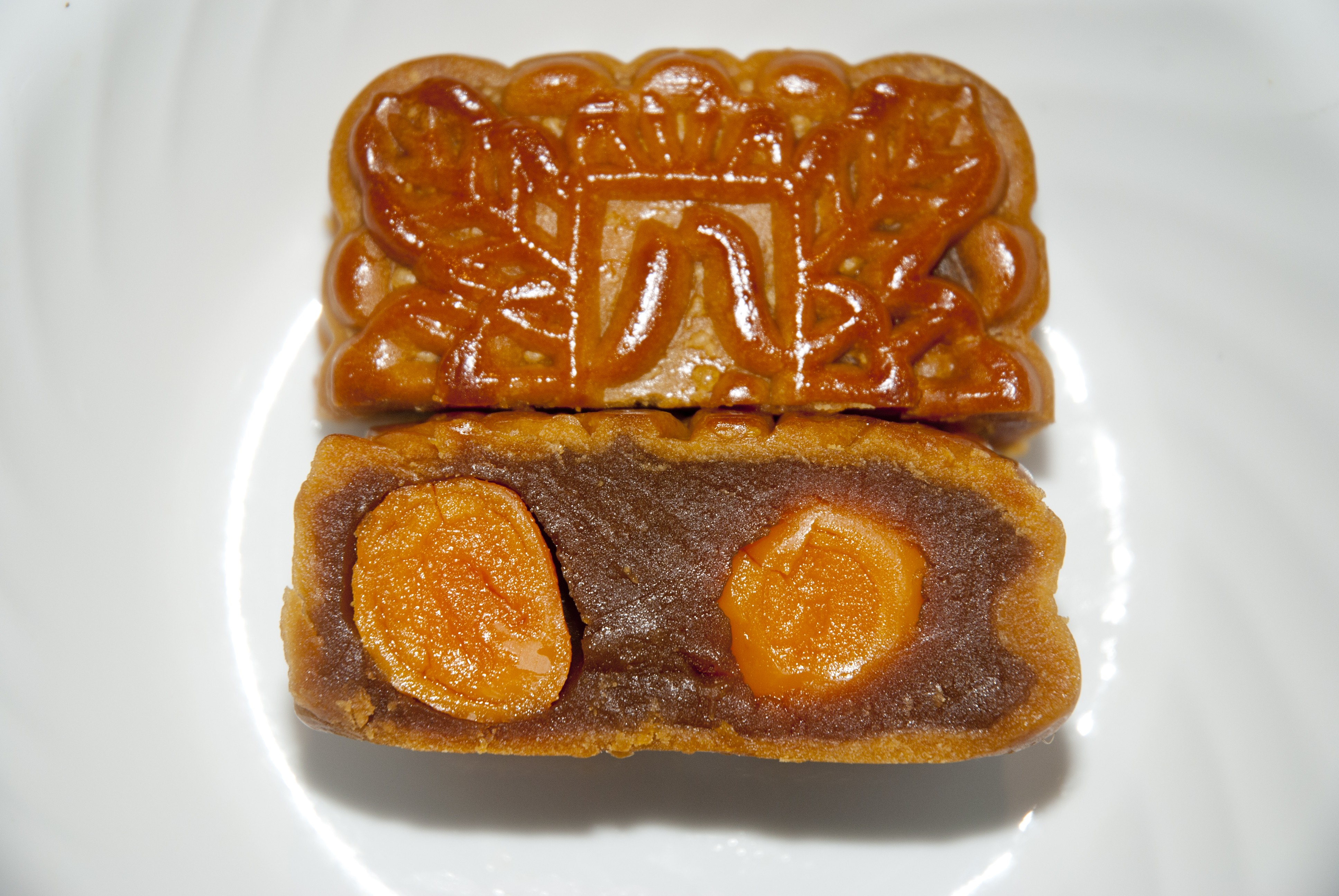
Gâteau de lune style cantonais fourré à la pâte de graines de lotus avec double jaune d'œuf salé ; l'enveloppe est en poudre de céréales.